# オマール・ナルバエス
オマール・ナルバエス（Omar Narváez、1975年7月10日 - ）は、アルゼンチンのプロボクサー。チュブ州・トレレウ出身。元WBO世界フライ級王者。元WBO世界スーパーフライ級王者。世界2階級制覇王者。
「El Huracán（ハリケーン）」の愛称を持つ。弟のネストール・ナルバエスは元フライ級の世界ランカーで、5人兄弟共にボクシング選手。2012年に弟ネストールのチームに同行し初来日を果たしている。

## 来歴

### アマチュア時代
1975年にアルゼンチンで生まれ、早くからアマチュアボクシングを始めた。
1996年にはアトランタオリンピックにフライ級代表として出場、1回戦でホアン・グズマンに勝利するも2回戦で敗退。
1997年、ハンガリーのブダペストで開催された1997年世界ボクシング選手権大会にフライ級(51kg)で出場し銅メダルを獲得。
1999年、パンアメリカン競技大会にフライ級(51kg)で出場、決勝でホセ・ナバーロを破り優勝。テキサス州ヒューストンで開催された1999年世界ボクシング選手権大会にフライ級(51kg)で出場、銀メダルを獲得。
2000年、アメリカ大陸予選にフライ級(51kg)で出場、準決勝でダニエル・ポンセ・デ・レオンに敗退。シドニーオリンピックにもフライ級代表として出場、2回戦でウクライナのウラジミール・シドレンコに敗れた。このオリンピック出場を最後にプロボクサー転向を目指す。

### プロボクサー転向・フライ級時代
2000年12月1日にアルゼンチンでプロデビュー。すべてアルゼンチン国内での試合であったが、11戦全勝を記録。
2002年7月13日、12戦目でWBO世界フライ級王者アドニス・リバスに挑戦、7回にリバスからダウンを奪うなど終始ナルバエスペースで進み、12回3-0(2者が117-109、119-109)の判定勝ちを収め無敗のまま世界王座を獲得した。
2002年9月13日、後のIBF世界ライトフライ級王者ルイス・アルベルト・ラサルテと対戦し、10回2分27秒失格勝ちを収め初防衛に成功した。
2002年12月14日、イタリアサルデーニャ州クアルトゥ・サンテーレナにあるプラゼッロ・デッロ・スポルトでナルバエス初となる海外戦を行い、アンドレア・サリッツの挑戦を受けた。タフなサリッツの技巧に苦戦するも12回2-1(116-112、116-113、112-116)の僅差で後半に追い上げたサリッツを振り切り2度目の防衛に成功した。
2003年6月7日、ブエノスアイレスのエスタディオ・ルナ・パルクで、6年振りの世界挑戦となるエベラルド・モラレスと対戦し、初回にダウンを奪って先制。その後5回にもダウンを奪い、最後はレフェリーストップで3度目の防衛に成功した。
2003年8月9日、サルデーニャ州カリャリにあるヴィラジミウスでアンドレア・サリッツと再戦、12回1-1（116-112、114-114、113-115）の判定で引き分けたが4度目の防衛に成功した。
2003年11月14日、パリのパレ・オムニスポール・ド・パリ・ベルシーでアレクサンデル・マクムフドフと対戦した。試合は終始ナルバエスがコントロールし、10回終了時にマクムフドフ側が棄権し5度目の防衛に成功した。
2004年3月6日、レジナルド・マルティンス・カルヴァルホと対戦。ブラジル最短となる8戦での世界奪取を目指すカルヴァルホを相手に序盤からプレッシャーをかけてロープに追い込み、連打をまとめてレフェリーストップを呼込み6度目の防衛に成功した。
2005年12月5日、1年9ヶ月ぶりの世界王座防衛戦。フランスのル・カネにあるパレ・オムニスポールで、国内トップアマチュア選手だったベルナール・アイノムと対戦した。13戦全勝のアイノンを初回から圧倒し、10回にダウンを奪う。結果11回44秒TKO勝ちを収め7度目の防衛に成功した。最後は連打にさらしてレフェリーが手数が出なくなったアイノンを救い出す形でストップした。
2006年8月5日、コルドバ州コルドバにあるスペル・ドモ・オルフェオで、レクソン・フローレスと対戦した。タンクの異名を取ったフローレスのタフに苦しめられたが、結果12回3-0(120-108、2者が119-109)と完封と言える快勝で8度目の防衛に成功した。
2006年10月14日、ワルベルト・ラモスと対戦し、9回にダウンを奪い12回3-0(115-111、117-109、115-112)の判定勝ちで9度目の防衛に成功した。
2007年3月10日、フランスのル・カネにあるラ・パレステラにて、シドニーオリンピックでライトフライ級金メダルを獲得した元WBA世界ライトフライ級王者ブライム・アスロウム（フランス）と対戦した。2回にダウンを奪って最後までペースを握り、12回3-0(118-109、117-110、116-111)の判定勝ちで10度目の防衛に成功した。
2007年9月14日、マルロン・マルケスと対戦した。試合は互角で進むも、4回に入ると一方的にナルバエスが打ちまくりそのままレフェリーが試合を止めた。4回2分47秒TKO勝ちを収め11度目の防衛に成功した。
2008年1月25日、後のIBF世界ライトフライ級王者カルロス・タマラと対戦した。試合は強打のタマラを完全に封じて12回3-0(2者が119-109、120-108)と大差完封し12度目の防衛に成功した。
2008年5月9日、スペインのリングに登場。ガリシア州ビーゴにある、パベロン・セントラルにてイヴァン・ポソと対戦した。試合は小さな戦士の異名を持つポゾが好戦的でナルバエスを苦しめたが、中盤以降ナルバエスがパンチを散らしてポゾを封じ7回終了時にポゾ陣営が棄権、13度目の防衛に成功した。
2008年9月20日、後のWBO世界バンタム級暫定王者アレハンドロ・エルナンデスと対戦し、終始エルナンデスを封じて12回3-0(119-110、117-111、116-112)の判定勝ちを収め14度目の防衛に成功した。
2009年2月7日、22戦全勝のレイオンタ・ウィットフィールドと指名試合を行った。試合は終始ナルバエスがペースを握りウィットフィールドに何もさせなかった。最後は連打をまとめてレフェリーストップ、10回50秒TKO勝ちで15度目の防衛に成功した。
2009年6月26日、オマール・ソト（メキシコ）の挑戦を受け、11回KO勝ちで16度目の防衛に成功した。その後2階級制覇に挑戦するため、WBO世界フライ級王座を返上した。

### スーパーフライ級時代
2010年5月15日、ブエノスアイレスのエスタディオ・ルナ・パルクで、ホルヘ・アルセの王座返上に伴いエバース・ブリセノとWBO世界スーパーフライ級王座決定戦を行い、12回3-0（117-108、2者が117-108、118-107）の判定勝ちを収め、フライ級に続く2階級制覇に成功した。
2011年2月12日、ブエノスアイレスでビクトル・サレタ（メキシコ）と対戦し、12回3-0（119－108、2者が120－107）の判定勝ちを収め初防衛に成功した。
2011年4月16日、無敗の指名挑戦者セサール・セダと対戦し、12回判定勝ちを収めて2度目の防衛に成功した。
2011年6月11日、ウィリアム・ウリナと対戦、6回にウリナが減点されるとペースがナルバエスに傾き結果3-0(3者とも117-110)の判定勝ちで3度目の防衛に成功した。
2011年10月22日、ニューヨークの マディソン・スクエア・ガーデン・シアター でWBC・WBO世界バンタム級王者ノニト・ドネアに挑戦したが、プロ初黒星となる12回0-3(3者共に108-120)の判定負けを喫し3階級制覇に失敗した。
2012年4月21日、サンフアンのエスタディオ・アルド・カントーニでWBO世界スーパーフライ級2位で指名挑戦者のホセ・カブレラと対戦した。8回と10回にカブレラが減点されて自滅に近い形になり、12回3-0(2者が118-108、120-106)の判定勝ちを収め4度目の防衛に成功した。
2012年10月20日、ブエノスアイレスのエスタディオ・ルナ・パルクでジョニー・ガルシア（メキシコ）と対戦した。当初は10月17日に行われる予定だったが前日の16日に父が亡くなる不幸があり3日延期された。試合は終始ナルバエスがペースを握ると7回にダウンを奪って先制。11回に立て続けに3度ダウンを奪い、この試合4度目のダウンでガルシアが力を失ったように失神ダウンしレフェリーがその場でストップをかけた。11回2分55秒KO勝ちで5度目の防衛に成功した。
2012年12月15日、トゥクマン州トゥクマンでデビッド・キハノ（プエルトリコ）と対戦し、12回3-0（120-106、119-109、120-108）の判定勝ちを収め6度目の防衛に成功した。
2013年5月25日、ブエノスアイレスのエスタディオ・ルナ・パルクで、WBO世界スーパーフライ級1位のフェリペ・オルクタ（メキシコ）と対戦し、12回2-1（2者が115-113、110-118）の判定勝ちを収め7度目の防衛に成功した。試合後オルクタのセコンドについていたイグナシオ・ベリスタインは判定に不満を漏らした。
2013年8月24日、チュブ州トレレウのヒムナシオ・ムニシパル N°1でWBO世界スーパーフライ級15位の久高寛之（仲里ジム）と対戦し、10回1分26秒TKO勝ちを収め8度目の防衛に成功した。
2013年12月21日、ブエノスアイレスのヴィラ・ラ・ナータ・スポーティング・クラブでWBO世界スーパーフライ級9位でWBO世界スーパーフライ級ユース王者のダビ・カルモナと対戦した。6回にダウンを奪い、あわやカウントアウト寸前まで追い詰めると7回に連打をまとめカルモナ陣営のタオル投入で試合終了し、9度目の防衛に成功した。
2014年5月17日、コルドバ州ヴィヴァ・マリアのアウフィテアントロ・ムニシパルでWBO世界バンタム級ユース王者のアントニオ・ガルシアと対戦し、ボディショット一撃でKOを奪い試合終了。4回3分KO勝ちを収め10度目の防衛に成功した。
2014年9月19日、アルゼンチンのコルドバ州で7度目の防衛戦で苦戦したWBO世界スーパーフライ級1位で指名挑戦者のフェリペ・オルクタと再戦し、12回2-0（2者が116-112、114-114）の判定勝ちを収め11度目の防衛に成功した。
2014年12月30日、日本のリングに初登場。東京都渋谷区の東京体育館で元WBC世界ライトフライ級王者でWBO世界スーパーフライ級8位の井上尚弥（大橋ジム）と対戦し、初回にキャリア初のダウンを2度奪われる展開となり、2回も井上の攻勢の前に劣勢を強いられこの試合4度目となるダウンでナルバエスは立ち上がることが出来ず2回3分1秒KO負けを喫し12度目の防衛に失敗、4年7ヵ月保持していた王座から陥落した。試合直後のリング上ではナルバエス陣営が井上はグローブに鉛を仕込んでいるのではないか？とチェックを要求したが、大橋秀行会長がグローブをその場で外して相手に確認させるとナルバエスのトレーナーは、苦笑いを浮かべて「グレートなニューチャンプだ！」と一言返したとのこと。
2015年10月10日、10か月振りの復帰戦がいきなりの地域王座決定戦。Ce.De.M.N。2でディエゴ・ルイス・ピチャルド・リリアーノとWBOラテンアメリカスーパーフライ級王座決定戦を行い10回3-0(2者が100-90、99-91)の判定勝ちで王座獲得に成功し試合後来年に井上との再戦を熱望した。

### バンタム級時代
2016年2月20日、チュブ州プエルト・マドリンでIBFラテンアメリカバンタム級王座決定戦でヘスス・バルガスと対戦。8回開始早々バルガスが棄権した為、バンタム級進出初戦で王座獲得に成功した。
2016年6月11日、ヒムナシオ・ムニシパル N°1でブレイロール・テランと対戦し、10回3-0(3者共に100-89)の判定勝ちを収めIBFラテンアメリカ王座の初防衛に成功した。
2017年3月4日、バークレイズ・センターでIBF世界バンタム級4位のエマヌエル・ロドリゲスとIBF世界バンタム級挑戦者決定戦を行う予定だったが、何度か延期した末に対戦は実現しなかった。
2017年10月14日、ブエノスアイレスのエスタディオ・オブラス・サニタリアスでWBO世界バンタム級2位のニコライ・ポタポフとWBO世界バンタム級挑戦者決定戦を行い、7回終了TKO勝ちを収めゾラニ・テテへの挑戦権獲得に成功した。
2018年4月21日、ベルファストのSSEアリーナでWBO世界バンタム級王者のゾラニ・テテと対戦し、12回0-3（108-120×3）の判定負けを喫し3階級制覇に失敗した。

## 戦績
- プロボクシング：55戦 49勝 (25KO) 4敗 2分

| 戦           | 日付           | 勝敗 | 時間     | 内容    | 対戦相手                               | 国籍             | 備考                                            |
| ------------ | -------------- | ---- | -------- | ------- | -------------------------------------- | ---------------- | ----------------------------------------------- |
| 1            | 2000年12月1日  | ☆    | 4R 終了  | TKO     | カルロス・グスタボ・パラシオス         | アルゼンチン     | プロデビュー戦                                  |
| 2            | 2000年12月16日 | ☆    | 1R       | KO      | ダニエル・オラシオ・モンソン           | アルゼンチン     |                                                 |
| 3            | 2001年1月26日  | ☆    | 4R       | 判定2-0 | リカルド・アリエル・トレド             | アルゼンチン     |                                                 |
| 4            | 2001年4月14日  | ☆    | 4R 終了  | TKO     | リカルド・アリエル・トレド             | アルゼンチン     |                                                 |
| 5            | 2001年6月9日   | △    | 4R       | 判定0-1 | カルロス・アルベルト・モンティベロ     | アルゼンチン     |                                                 |
| 6            | 2001年6月30日  | ☆    | 3R 3:00  | KO      | ハビエル・ダリオ・アルセ               | アルゼンチン     |                                                 |
| 7            | 2001年8月25日  | ☆    | 3R       | TKO     | ニコラス・アルベルト・ベルガラ         | アルゼンチン     |                                                 |
| 8            | 2001年9月21日  | ☆    | 1R 1:46  | TKO     | サンドロ・ダリオ・ペレイラ             | アルゼンチン     |                                                 |
| 9            | 2001年10月6日  | ☆    | 10R      | 判定3-0 | ウェリントン・ビセンテ                 | ブラジル         |                                                 |
| 10           | 2001年11月10日 | ☆    | 10R      | 判定3-0 | マルコス・ラモン・オブレゴン           | アルゼンチン     |                                                 |
| 11           | 2002年3月30日  | ☆    | 1R       | KO      | フェリペ・ロドリゲス・サパタ           | コロンビア       |                                                 |
| 12           | 2002年7月13日  | ☆    | 12R      | 判定3-0 | アドニス・リバス                       | ニカラグア       | WBO世界フライ級タイトルマッチ                   |
| 13           | 2002年9月13日  | ☆    | 10R 2:23 | 反則    | ルイス・アルベルト・ラサルテ           | アルゼンチン     | WBO防衛1                                        |
| 14           | 2002年12月14日 | ☆    | 12R      | 判定2-1 | アンドレア・サリッツ                   | イタリア         | WBO防衛2                                        |
| 15           | 2003年6月7日   | ☆    | 5R 2:30  | TKO     | エベラルド・モラレス                   | メキシコ         | WBO防衛3                                        |
| 16           | 2003年8月9日   | △    | 12R      | 判定1-1 | アンドレア・サリッツ                   | イタリア         | WBO防衛4                                        |
| 17           | 2003年11月14日 | ☆    | 10R 終了 | TKO     | アレクサンダー・マクムトフ             | ロシア           | WBO防衛5                                        |
| 18           | 2004年3月6日   | ☆    | 3R 1:27  | TKO     | レジナルド・マルティンズ・カルバリョ   | ブラジル         | WBO防衛6                                        |
| 19           | 2004年10月29日 | ☆    | 10R      | TKO     | ウェリントン・ビセンテ                 | ブラジル         |                                                 |
| 20           | 2004年12月10日 | ☆    | 5R       | KO      | マルコス・ラモン・オブレゴン           | アルゼンチン     |                                                 |
| 21           | 2005年4月8日   | ☆    | 7R       | KO      | ウェリントン・ビセンテ                 | ブラジル         |                                                 |
| 22           | 2005年12月5日  | ☆    | 11R 0:44 | TKO     | バーナード・イノム                     | フランス         | WBO防衛7                                        |
| 23           | 2006年4月21日  | ☆    | 6R       | TKO     | ダリオ・アスアガ                       | ブラジル         |                                                 |
| 24           | 2006年8月5日   | ☆    | 12R      | 判定3-0 | レクソン・フローレス                   | フィリピン       | WBO防衛8                                        |
| 25           | 2006年10月14日 | ☆    | 12R      | 判定3-0 | ワルベルト・ラモス                     | コロンビア       | WBO防衛9                                        |
| 26           | 2007年3月10日  | ☆    | 12R      | 判定3-0 | ブライム・アスロウム                   | フランス         | WBO防衛10                                       |
| 27           | 2007年9月14日  | ☆    | 4R 2:47  | TKO     | マルロン・マルケス                     | ニカラグア       | WBO防衛11                                       |
| 28           | 2008年1月25日  | ☆    | 12R      | 判定3-0 | カルロス・タマラ                       | コロンビア       | WBO防衛12                                       |
| 29           | 2008年5月9日   | ☆    | 7R 終了  | TKO     | イバン・ポソ                           | スペイン         | WBO防衛13                                       |
| 30           | 2008年9月20日  | ☆    | 12R      | 判定3-0 | アレハンドロ・エルナンデス             | メキシコ         | WBO防衛14                                       |
| 31           | 2009年2月7日   | ☆    | 10R 0:50 | TKO     | レイオンタ・ウィトフィールド           | アメリカ合衆国   | WBO防衛15                                       |
| 32           | 2009年6月26日  | ☆    | 11R 1:58 | TKO     | オマール・ソト                         | メキシコ         | WBO防衛16                                       |
| 33           | 2010年2月24日  | ☆    | 10R      | 判定3-0 | サンティアゴ・イバン・アコスタ         | アルゼンチン     |                                                 |
| 34           | 2010年5月15日  | ☆    | 12R      | 判定3-0 | エベルス・ブリセノ                     | ニカラグア       | WBO世界スーパーフライ級王座決定戦               |
| 35           | 2011年2月12日  | ☆    | 12R      | 判定3-0 | ビクトル・サレタ                       | メキシコ         | WBO防衛1                                        |
| 36           | 2011年4月15日  | ☆    | 12R      | 判定3-0 | セサール・セダ                         | プエルトリコ     | WBO防衛2                                        |
| 37           | 2011年6月11日  | ☆    | 12R      | 判定3-0 | ウィリアム・ウリナ                     | コロンビア       | WBO防衛3                                        |
| 38           | 2011年10月22日 | ★    | 12R      | 判定0-3 | ノニト・ドネア                         | フィリピン       | WBC・WBO世界バンタム級タイトルマッチ            |
| 39           | 2012年4月21日  | ☆    | 12R      | 判定3-0 | ホセ・カブレラ                         | メキシコ         | WBO防衛4                                        |
| 40           | 2012年10月20日 | ☆    | 11R 2:55 | KO      | ジョニー・ガルシア                     | メキシコ         | WBO防衛5                                        |
| 41           | 2012年12月15日 | ☆    | 12R      | 判定3-0 | デビッド・キハノ・ガルシア             | プエルトリコ     | WBO防衛6                                        |
| 42           | 2013年5月25日  | ☆    | 12R      | 判定2-1 | フェリペ・オルクタ                     | メキシコ         | WBO防衛7                                        |
| 43           | 2013年8月24日  | ☆    | 10R 1:26 | TKO     | 久高寛之（仲里）                       | 日本             | WBO防衛8                                        |
| 44           | 2013年12月21日 | ☆    | 7R       | TKO     | デビッド・カルモナ                     | メキシコ         | WBO防衛9                                        |
| 45           | 2014年5月17日  | ☆    | 4R 2:59  | KO      | ルーベン・トスタド・ガルシア           | メキシコ         | WBO防衛10                                       |
| 46           | 2014年9月19日  | ☆    | 12R      | 判定2-0 | フェリペ・オルクタ                     | メキシコ         | WBO防衛11                                       |
| 47           | 2014年12月30日 | ★    | 2R 3:01  | KO      | 井上尚弥（大橋）                       | 日本             | WBO陥落                                         |
| 48           | 2015年10月10日 | ☆    | 10R      | 判定3-0 | ディエゴ・ルイス・ピチャルド・リリアノ | ドミニカ共和国   | WBOインターナショナルスーパーフライ級王座決定戦 |
| 49           | 2016年2月19日  | ☆    | 7R 終了  | TKO     | ヘスス・バルガス                       | ベネズエラ       | IBFラテンアメリカバンタム級王座決定戦           |
| 50           | 2016年6月11日  | ☆    | 10R      | 判定3-0 | ブルイロール・テラン                   | ベネズエラ       | IBFラテンアメリカ防衛1                          |
| 51           | 2017年10月14日 | ☆    | 7R 終了  | TKO     | ニコライ・ポタポフ                     | ロシア           |                                                 |
| 51           | 2018年2月3日   | ☆    | 10R      | 判定3-0 | ヘスス・バルガス                       | コロンビア       |                                                 |
| 52           | 2018年4月21日  | ★    | 12R      | 判定0-3 | ゾラニ・テテ                           | 南アフリカ共和国 | WBO世界バンタム級タイトルマッチ                 |
| 53           | 2019年5月18日  | ☆    | 10R      | 判定3-0 | カルロス・ホルへ・ルイス・サルディネス | アルゼンチン     | IBFラテンアメリカバンタム級王座決定戦           |
| 54           | 2019年12月21日 | ★    | 10R      | 判定1-2 | パブロ・アリエル・ゴメス               | アルゼンチン     | IBFラテンアメリカ陥落                           |
| テンプレート |                |      |          |         |                                        |                  |                                                 |

## 獲得タイトル
- WBO世界フライ級王座（防衛16=返上）
- WBO世界スーパーフライ級王座（防衛11）
- WBOインターナショナルスーパーフライ級王座
- IBFラテンアメリカバンタム級王座